# Вир-Норманди
Вир-Норманди (фр. Vire Normandie) — новая коммуна на северо-западе Франции, регион Нормандия, департамент Кальвадос, центр округа Вир и кантона Вир-Норманди. Расположена в 60 км к юго-западу от Кана, в 18 км от автомагистрали А84 "Дорога эстуарий". Через территорию коммуны протекает река Вир, впадающая в Ла-Манш. В центре коммуны находится железнодорожная станция Вир линии Аржантан-Гранвиль.
Население (2018) — 16 885 человек.

## История
Коммуна образована 1 января 2016 года путем слияния коммун: 
- Кулонс
- Мезонсель-ла-Журдан
- Руллур
- Сен-Жермен-де-Тальванд-ла-Ланд-Вомон
- Трютме-ле-Гран
- Трютме-ле-Пети
- Водри
- Вир

Центром коммуны является Вир. От него к новой коммуне перешли почтовый индекс и код INSEE. На картах в качестве координат Вир-Норманди указываются координаты Вира.

## Экономика
Структура занятости населения:
- сельское хозяйство — 3,0 %
- промышленность — 24,4 %
- строительство — 5,1 %
- торговля, транспорт и сфера услуг — 39,3 %
- государственные и муниципальные службы — 28,2 %

Уровень безработицы (2017) — 11,5 % (Франция в целом —  13,4 %, департамент Кальвадос — 12,5 %). 

Среднегодовой доход на 1 человека, евро (2018) — 20 430 (Франция в целом — 21 730, департамент Кальвадос — 21 490).

## Администрация
Пост мэра Вир-Норманди с 1 января 2016 года занимает Марк Андрё Сабатер (Marc Andreu Sabater), член Совета департамента Кальвадос от кантона Вир, до этого бывший мэром Вира. На муниципальных выборах 2020 года возглавляемый им независимый список победил во 2-м туре, получив 51,34 % голосов (из трех списков).
| Период | Период | Фамилия            | Партия                                       | Примечания                                         |
| ------ | ------ | ------------------ | -------------------------------------------- | -------------------------------------------------- |
| 2016   |        | Марк Андрё Сабатер | Радикальная левая партия Вперёд, Республика! | государственный служащий, член Совета департамента |